# 924 Toni
924 Toni è un asteroide della fascia principale del diametro medio di circa 85,49 km. Scoperto nel 1919, presenta un'orbita caratterizzata da un semiasse maggiore pari a 2,9346300 UA e da un'eccentricità di 0,1592598, inclinata di 8,99514° rispetto all'eclittica.
Il nome per questo asteroide è stato scelto a caso dal popolare calendario Lahrer Hinkender Bote, pubblicato nella città di Lahr/Schwarzwald, in Germania.